# التدريب الإعلامي (عمان)
مركز التدريب الإعلامي (عُمان)؛ التابع لوزارة الإعلام يعمل على تعزيز العمل الاتصالي والإعلامي في سلطنة عُمان عبر تأهيل وتدريب جميع العاملين في قطاع الاتصال والإعلام، سواءً العاملين منهم في المؤسسات الإعلامية الحكومية والخاصة أو العاملين في دوائر التواصل والإعلام بالمؤسسات الحكومية المختلفة.

## إنشاءه
أنشئ مركز التدريب الإعلامي وفق المرسوم السلطاني رقم ٣ / ٢٠١٨ ويشرف عليه وزير الإعلام، و يتمتع المركز بالشخصية الاعتبارية، والاستقلال المالي والإداري، وفي  2020/8/18م تم نقل المركز لوزارة الإعلام.

## الخطط التدريبية
سعى المركز إلى وضع الخطط التدريبية والمسارات المُعزّزة للمهارات الفنية للفئات المُستهدفة في قطاع الاتصال والإعلام، عبر دراسة الاحتياجات التدريبية، ومواكبة التطوُّرات السريعة التي يشهدها القطاع.

## أهدافه
يسعى مركز التدرب الإعلامي بوزارة الإعلام إلى تطوير كفاءة أداء الصحفيين والإعلاميين العاملين في كافة وسائل الإعلام المقروءة والمسموعة والمرئية والإلكترونية، والموظفين العاملين بمختلف وحدات الجهاز الإداري للدولة، إلى جانب تقديم الخدمات التدريبية للمؤسسات الصحفية والإعلامية في القطاع الخاص، وتوفير فرص التدريب للدارسين في مؤسسات التعليم العالي في سلطنة عمان.

### ويباشر المركز جميع الاختصاصات اللازمة لتحقيق أهدافه، ومنها:
- تنظيم الدورات والبرامج التدريبية النظرية والعملية في كافة مجالات العمل الإعلامي.
- دراسة الاحتياجات التدريبية لدوائر التواصل والإعلام بمختلف وحدات الجهاز الإداري للدولة والعمل، على تنمية وتطوير مهارات العاملين فيها.
- تقديم الخدمات التدريبية للمؤسسات الصحفية والإعلامية في القطاع الخاص، وتأهيل الصحفيين والإعلاميين العاملين بها.
- تدريب الدارسين في مؤسسات التعليم العالي لتأهيلهم للالتحاق بالعمل الإعلامي وفقًا لمتطلبات سوق العمل.
- توثيق أوجه التعاون، وتبادل الخبرات التدريبية في مجال الإعلام مع الجهات النظيرة في الدول الأخرى.

## وصلات خارجية
- موقع البوابة الإعلامية